# Anton Grasser
Anton Grasser född 11 november 1891 i Bossendorf, död 3 november 1976 i Stuttgart. Tysk militär. Grasser befordrades till generalmajor i april 1942 och till general i infanteriet i maj 1944. Han erhöll Riddarkorset av järnkorset med eklöv i december 1943. Grasser var i krigsfångenskap maj 1945 – juli 1947. Han anställdes i Bundesgrenzschutz i februari 1951 och var befälhavare för gränskommando Center och Syd februari 1951 – juli 1953 då han pensionerades.

## Befäl
Grasser var
- bataljonschef vid 119. infanteriregementet november 1938 – februari 1940
- befälhavare för 119. infanteriregementet februari 1940 - januari 1942
- befälhavare för 25. Infanterie-Division (mot) januari 1942 - juni 1943
- befälhavare för 25. Panzergrenadier-Division juni – november 1943
- befälhavare (tf) för LVI. Panzerkorps november 1943 - januari 1944
- befälhavare för XXVI. Armeekorps februari – juli 1944
- befälhavare för LIV. armédetachementet juli - oktober 1944
- befälhavare för LXXII. Armeekorps januari - april 1945